# De Avonturen van Piet Fluwijn en Bolleke
De Avonturen van Piet Fluwijn en Bolleke of De avonturen van een vader en zijn zoon was een Vlaamse stripreeks van Marc Sleen, auteur van onder andere De Avonturen van Nero en co.

## Concept
De verhaaltjes beperken zich vaak tot gags van één pagina met in de hoofdrollen Piet Fluwijn (de vader) en Bolleke (de zoon). De moeder komt zelden in beeld. De reeks bevestigt het klassieke gezinsmodel van de periode: moeder zorgt voor boodschappen en huishouden, vader werkt op kantoor, in zijn vrije tijd leest hij de krant, knutselt, of werkt in de tuin. Daarentegen was een gezin met slechts één kind niet gebruikelijk in die tijd.
De serie was geïnspireerd op de Duitse gagstrip "Vater und Sohn" ("Vader en Zoon") door Erich Ohser, alias E.O. Plauen.

## Geschiedenis van de reeks
Op kerstdag 1944 verscheen in Ons Volk de eerste gag rond Piet Fluwijn. Hij had toen al zijn karakteristieke kale hoofd en zwarte snor, maar van Bolleke was nog geen spoor te bekennen. Een jaar later, op 27 december 1945 ging de reeks pas echt van start in het weekblad Ons Volkske. Piet Fluwijns zoon, Bolleke (toen nog "Bommeke" genoemd), maakte hierbij zijn debuut. Vanaf 3 april 1947 werd de gagreeks ook in 't Kapoentje gepubliceerd, al heette Bolleke in het begin nog "Bolletje". Op 14 april 1965 verscheen de laatste aflevering. Tussen 1957 en 1965 verschenen er 10 albums rond de reeks. Deze albums waren onvolledig en de gags waren niet in chronologische volgorde. De serie werd door Hurey en later Jean-Pol nog een tijdje in het stripweekblad Pats voortgezet tot ze in 1974 definitief ten einde kwam. Piet Fluwijn en Bolleke verschenen ook in "Le Petit Luron", de kinderbijlage van het weekblad "Samedi" als: "Miche et Celestin Radis". Tussen 2010 en 2018, verschenen er 26 albums met de volledige reeks van alle 850 gags getekend door Marc Sleen tussen 1945 en 1965 in chronologische volgorde. De albums bevatten ook bijkomende informatie van Yves Kerremans. De covers zijn getekend door Dirk Stallaert.

## Trivia
- In strook 4-5 van het Nero-album De Blauwe Toekan (1948) staat Bolleke met een ballon in de hand op de kermis en even later ook aan Jan Spiers frietkraam.
- Piet Fluwijn en Bolleke staan Nero in strook 215 van "Beo de Verschrikkelijke" (1952) op te wachten.
- In strook 8 en 10 van "De Brollebril" (1960) komen ze Nero geld schenken.
- In strook 1-2 van het Nero- album "De Muurloper" (1995) wandelen Fluwijn en Bolleke voorbij. Bolleke staat ook in strook 61-62 samen met Jean-Luc Dehaene aan Jan Spiers frietkraam.
- In strook 806 van 't Kapoentje nr. 1/1964 staat Nero in een rij mensen aan een bushalte.
- Toen Herman De Coninck en Piet Piryns in 1971 Marc Sleen interviewden voor het blad Humo signeerden ze hun artikel met de pseudoniemen "Herman De Keunink" en "Piet Fluwijns", als knipoog naar "Oktaaf Keunink" en "De Avonturen van Piet Fluwijn en Bolleke".
- Urbanus is al sinds zijn jeugd een fan van deze strip. Hij was ook goed bevriend met Marc Sleen en zong in 2002 een hommage aan de striptekenaar, verkleed als Bolleke. Urbanus' eigen strips, zoals Urbanus en Plankgas en Plastronneke zijn ook geïnspireerd door Sleens gagstrips zoals Piet Fluwijn en Bolleke en De Lustige Kapoentjes.
- Piet Fluwijn en Bolleke hadden een cameo in strook D20-D21 van het Agent 327 album De golem van Antwerpen. Ze bezoeken samen de Antwerpse Zoo.
- In gag 212 van Oktaaf Keunink solliciteren Piet Fluwijn en Keunink voor dezelfde job van bediende.

## Bron
1. ↑  KOUSEMAKER, Kees en Evelien, "Wordt Vervolgd- Stripleksikon der Lage Landen", Uitgeverij Het Spectrum, Utrecht, Antwerpen, 1979, blz. 192.